# F1 2017
F1 2017 (o anche Formula 1 2017) è un videogioco di guida basato sulla stagione 2017, sviluppato e pubblicato da Codemasters, distribuito in Europa il 25 agosto 2017 per PlayStation 4, Xbox One, Microsoft Windows, Mac OS e Ubuntu e il 2 novembre dello stesso anno per Linux sviluppato da Feral Interactive. 
È il terzo gioco di Formula 1 per console di ottava generazione.

## Nuove caratteristiche
Rispetto al passato, ritornano le auto classiche utilizzabili anche nella modalità carriera. Ora quattro circuiti hanno una versione più corta solo negli eventi (Gran Bretagna, Giappone, Stati Uniti e Bahrain). Si ha la possibilità di scegliere tra nuovi modelli di auto proprio come nella realtà. Sono stati aggiunti i componenti della Power Unit (utilizzabili a ruota) che si usurano ad ogni gran premio; il sistema sarà tale e quale alla realtà. Si potrà sviluppare fino a 15 elementi per ogni componente, ma dopo la sostituzione del 4º elemento si ricorrerà alla penalità. Ogni volta che si sviluppa un nuovo componente (cambio, motore, sospensioni ecc.) ci potranno essere problemi e si potranno rompere durante la gara o addirittura durante le prove comportando una penalità (legge del parco chiuso).
Sono stati aggiunti nuovi luoghi, tra cui paddock, hospitality ecc.), nuovi caschi e modelli di personaggi e una nuova modalità (Campionato). Come anticipato dai nuovi test closed beta il multiplayer porterà tantissimi miglioramenti tra cui nuove stanze online con tantissime funzioni in cui sarà possibile utilizzare le auto storiche, non esisteranno più i fantasmi durante le sessioni quindi ci potranno essere incidenti durante le gare che porteranno danneggiamenti nella vettura e soprattutto ci potranno essere problemi meccanici e tecnici proprio come nella carriera. Durante le prove libere sono state aggiunti nuovi test che consentiranno il miglioramento della vettura.

## Piloti e team
F1 2017 include i 20 piloti e le 10 squadre della stagione 2017 di Formula 1.
| Scuderia                      | Costruttore               | Telaio | Power Unit        | Gomme | Nº | Piloti            | Sigle |
| ----------------------------- | ------------------------- | ------ | ----------------- | ----- | -- | ----------------- | ----- |
| Mercedes AMG Petronas F1 Team | Mercedes                  | W08    | Mercedes          | P     | 44 | Lewis Hamilton    | HAM   |
| Mercedes AMG Petronas F1 Team | Mercedes                  | W08    | Mercedes          | P     | 77 | Valtteri Bottas   | BOT   |
| Red Bull Racing               | Red Bull Racing-TAG Heuer | RB13   | TAG Heuer Renault | P     | 3  | Daniel Ricciardo  | RIC   |
| Red Bull Racing               | Red Bull Racing-TAG Heuer | RB13   | TAG Heuer Renault | P     | 33 | Max Verstappen    | VER   |
| Scuderia Ferrari              | Ferrari                   | SF70H  | Ferrari           | P     | 5  | Sebastian Vettel  | VET   |
| Scuderia Ferrari              | Ferrari                   | SF70H  | Ferrari           | P     | 7  | Kimi Räikkönen    | RAI   |
| Sahara Force India F1 Team    | Force India-Mercedes      | VJM10  | Mercedes          | P     | 11 | Sergio Pérez      | PER   |
| Sahara Force India F1 Team    | Force India-Mercedes      | VJM10  | Mercedes          | P     | 31 | Esteban Ocon      | OCO   |
| Williams Martini Racing       | Williams-Mercedes         | FW40   | Mercedes          | P     | 19 | Felipe Massa      | MAS   |
| Williams Martini Racing       | Williams-Mercedes         | FW40   | Mercedes          | P     | 18 | Lance Stroll      | STR   |
| McLaren Honda                 | McLaren-Honda             | MCL32  | Honda             | P     | 14 | Fernando Alonso   | ALO   |
| McLaren Honda                 | McLaren-Honda             | MCL32  | Honda             | P     | 2  | Stoffel Vandoorne | VAN   |
| Scuderia Toro Rosso           | STR-Renault               | STR12  | Renault           | P     | 26 | Daniil Kvjat      | KVY   |
| Scuderia Toro Rosso           | STR-Renault               | STR12  | Renault           | P     | 55 | Carlos Sainz Jr.  | SAI   |
| Haas F1 Team                  | Haas-Ferrari              | VF-17  | Ferrari           | P     | 8  | Romain Grosjean   | GRO   |
| Haas F1 Team                  | Haas-Ferrari              | VF-17  | Ferrari           | P     | 20 | Kevin Magnussen   | MAG   |
| Renault Sport F1 Team         | Renault                   | R.S.17 | Renault           | P     | 27 | Nico Hülkenberg   | HUL   |
| Renault Sport F1 Team         | Renault                   | R.S.17 | Renault           | P     | 30 | Jolyon Palmer     | PAL   |
| Sauber F1 Team                | Sauber-Ferrari            | C36    | Ferrari (2016)    | P     | 9  | Marcus Ericsson   | ERI   |
| Sauber F1 Team                | Sauber-Ferrari            | C36    | Ferrari (2016)    | P     | 94 | Pascal Wehrlein   | WEH   |

## Circuiti
F1 2017 contiene tutti i 20 circuiti della stagione 2017 di Formula 1.
| No. | Gran Premio                             | Circuito                           | Sede              |
| --- | --------------------------------------- | ---------------------------------- | ----------------- |
| 1   | Rolex Australian Grand Prix             | Albert Park Circuit                | Melbourne         |
| 2   | Chinese Grand Prix                      | Shanghai International Circuit     | Shanghai          |
| 3   | Gulf Air Bahrain Grand Prix             | Bahrain International Circuit      | Manama            |
| 4   | VTB Russian Grand Prix                  | Autodrom Sochi                     | Soči              |
| 5   | Gran Premio de España Pirelli           | Circuit de Barcelona-Catalunya     | Barcellona        |
| 6   | Grand Prix de Monaco                    | Circuit de Monaco                  | Monte Carlo       |
| 7   | Grand Prix du Canada                    | Circuit Gilles Villeneuve          | Montréal          |
| 8   | Azerbaijan Grand Prix                   | Baku Street Circuit                | Baku              |
| 9   | Großer Preis von Österreich             | Red Bull Ring                      | Spielberg         |
| 10  | Rolex British Grand Prix                | Silverstone Circuit                | Silverstone       |
| 11  | Pirelli Magyar Nagydíj                  | Hungaroring                        | Budapest          |
| 12  | Pirelli Belgian Grand Prix              | Circuit de Spa-Francorchamps       | Francorchamps     |
| 13  | Gran Premio Heineken d'Italia           | Autodromo nazionale di Monza       | Monza             |
| 14  | Singapore Airlines Singapore Grand Prix | Marina Bay Street Circuit          | Singapore         |
| 15  | Petronas Malaysia Grand Prix            | Sepang International Circuit       | Sepang            |
| 16  | Japanese Grand Prix                     | Suzuka International Racing Course | Suzuka            |
| 17  | United States Grand Prix                | Circuit of the Americas            | Austin            |
| 18  | Gran Premio de México                   | Autodromo Hermanos Rodríguez       | Città del Messico |
| 19  | Grande Prêmio Heineken do Brasil        | Autódromo José Carlos Pace         | San Paolo         |
| 20  | Etihad Airways Abu Dhabi Grand Prix     | Yas Marina Circuit                 | Yas Island        |

## Lista delle auto classiche
- 1988 -  McLaren Honda MP4/4 (disponibile solo con DLC)
- 1991 -  McLaren Honda MP4/6
- 1992 -  Williams Renault FW14B
- 1995 -  Ferrari 412 T2
- 1996 -  Williams Renault FW18
- 1998 -  McLaren Mercedes MP4-13
- 2002 -  Ferrari F2002
- 2004 -  Ferrari F2004
- 2006 -  Renault R26
- 2007 -  Ferrari F2007
- 2008 -  McLaren Mercedes MP4-23
- 2010 -  Red Bull Racing Renault RB6